# Leptocerus debilis
Leptocerus debilis är en nattsländeart som först beskrevs av Navás 1931.  Leptocerus debilis ingår i släktet Leptocerus och familjen långhornssländor. Inga underarter finns listade i Catalogue of Life.